# Géothermie au Chili
Le Chili représente l'une des plus grandes zones géothermiques non développées du monde. Malgré les bonnes performances économiques du Chili à la fin des années 1980 et 1990, l'énergie géothermique ne s'est pas développée et le Chili est dépassé par d'autres pays d'Amérique latine comme le Salvador et le Costa Rica en matière de développement et de technologie géothermiques. En 2023, le Chili ne possède qu'une seule centrale géothermique.

## Historique
Les premières explorations géothermiques au Chili sont réalisées en 1908, par des Italiens vivant dans la ville d'Antofagasta, mais ce n'est qu'en 1968 que l'exploration systématique commence dans le nord du pays. Ces explorations ultérieures ont lieu au milieu d'une vague mondiale de recherche et de développement de l'énergie géothermique. Les explorations sont menées après un accord entre le gouvernement chilien et le Programme des Nations Unies pour le développement. L'agence d'État CORFO (Production Development Corporation) crée un comité pour diriger et mener des explorations dans les régions du nord du Chili. Ces explorations prennent fin en 1976 après que le gouvernement militaire dirigé par Pinochet ait retiré le Chili du programme de coopération.
Les prix élevés du pétrole, le manque de fiabilité des importations de gaz en provenance d'Argentine et une demande d'électricité en constante augmentation conduisent les gouvernements chiliens à promouvoir davantage de nouvelles sources d'énergie à la fin des années 1990 et dans les années 2000. Le nouvel intérêt pour l'énergie géothermique s'est traduit en 2000 par la promulgation de la loi sur les concessions géothermiques qui réglemente l'exploration et l'exploitation des ressources géothermiques,.

## Production
| Année | Production (GWh) | Accroissement | Part prod.élec. |
| 2017  | 63               |               | 0,08 %          |
| 2018  | 214              | +240 %        | 0,26 %          |
| 2019  | 202              | -6 %          | 0,24 %          |
| 2020  | 216              | +7 %          | 0,26 %          |
| 2021  | 324              | +50 %         | 0,4 %           |
| 2022  | 466              | +44 %         | 0,5 %           |

## Centrale électrique de Cerro Pabellón
En 2023, Cerro Pabellón est la seule centrale géothermique du pays, la première en Amérique du Sud, et la centrale de ce type la plus élevée au monde, à 4 500 mètres d' altitude. L'installation, inaugurée en septembre 2017, est située dans le désert d'Atacama, dans le district d'Ollagüe de la région d'Antofagasta. Il est composé de deux unités d'une capacité brute installée de 24 MW chacune, pour une capacité totale de 48 MW ; une troisième unité de 33 MW est en projet,. Cerro Pabellón appartient à Geotérmica del Norte, une joint-venture entre Enel Green Power Chile et la société pétrolière et gazière publique chilienne Enap.

## Exploration et projets

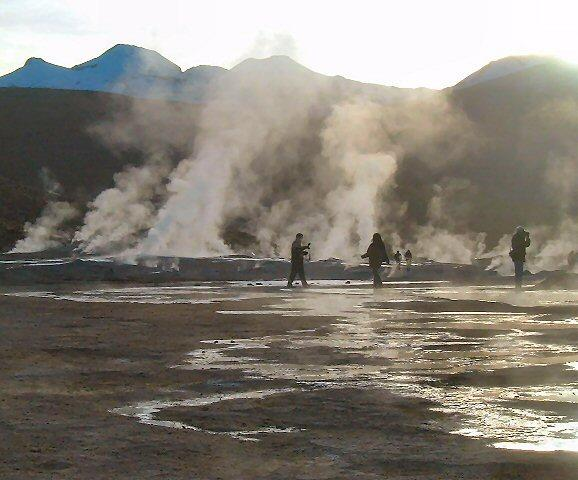
Vue des Geysers d'El Tatio.

Les principales zones d'activité géothermique du Chili sont situées dans les Andes de l'Extrême-Nord et dans les régions du centre-sud du pays. Les systèmes géothermiques au Chili sont associés aux volcans, de sorte que les zones dépourvues de volcanisme important comme la région de Magallanes ou Norte Chico ont une capacité de production d'électricité limitée avec cette technologie. Les principales zones à potentiel sont, du nord au sud : Puchuldiza, Apacheta, El Tatio-La Torta, Calabozos, Nevados de Chillán et Cordón Caulle.
En 2005, la Commission nationale de l'énergie envisage le démarrage de trois projets de 100 MWe au cours des 10 prochaines années, et en 2011, le ministre de l'Énergie, Rodrigo Álvarez Zenteno, déclare que le Chili a le potentiel de produire entre 6 000 et 112 000 mégawatts d'énergie géothermique.

## Loi sur les concessions géothermiques
La loi sur les concessions géothermiques (en espagnol : Ley de Concesiones de Energía Geotérmica) est une loi chilienne qui réglemente l'énergie géothermique depuis 2000. La loi traite des concessions géothermiques, des appels d'offres, de la sécurité, des relations de propriété et du rôle de l'État en matière d'énergie géothermique. Il est établi que toute personne chilienne ou morale établie conformément aux lois chiliennes peut demander ou participer à un appel d'offres pour une concession géothermique.
Selon la loi, les droits de propriété et d'exploitation superficiels sont distincts. Les droits de concession sont divisés en droits d'exploration et d'exploitation, et la géométrie générale des concessions est établie. La loi ne traite pas de l'utilisation de l'eau géothermique à des fins médicales ou touristiques. La loi, No 19.657, est publiée au Diario Oficial le 7 janvier 2000.